# Hypoxylon macrocarpum
Hypoxylon macrocarpum är en svampart som beskrevs av Pouzar 1978. Hypoxylon macrocarpum ingår i släktet Hypoxylon och familjen kolkärnsvampar.  Arten är reproducerande i Sverige. Inga underarter finns listade i Catalogue of Life.